# South Stack
South Stack (walisisch:Ynys Lawd) ist eine Insel vor Holy Island im Norden von Wales. 
Die Insel ist mit einer Hängebrücke mit Holy Island verbunden und ist nur 14 Meter von dieser entfernt. Auf der Insel befindet sich das South Stack Lighthouse, das Schiffen auf dem Weg in den Hafen von Holyhead den Weg um die gefährlichen Klippen weist.
Die Insel ist Brutplatz für zahlreiche Seevögel und Teil des Vogelschutzgebietes "South Stack Cliffs" der Royal Society for the Protection of Birds (RSPB). Der Anglesey Coastal Path, ein Teil des Wales Coast Path führt an South Stack vorbei.
Ein Foto der Klippen unterhalb der Brücke zur South Stack ist auf dem Cover des Roxy Music Albums Sirens zu sehen.